# USS LST-858
O USS LST-858 foi um navio de guerra norte-americano da classe LST que operou durante a Segunda Guerra Mundial.